# Dichaetomyia graueri
Dichaetomyia graueri är en tvåvingeart som först beskrevs av Charles Howard Curran 1935.  Dichaetomyia graueri ingår i släktet Dichaetomyia och familjen husflugor. Inga underarter finns listade i Catalogue of Life.